# Frampton on Severn
Frampton on Severn è un villaggio e parrocchia civile dell'Inghilterra, appartenente alla contea del Gloucestershire.